# Julio Osorio
Julio Osorio Quintana (* 2. Oktober 1939 in Panama-Stadt; † 28. September 2022 ebenda) war ein panamaischer Basketballspieler.

## Karriere
Julio Osorio begann 1962seine Karriere in der Nationalmannschaft Panamas. Mit dieser gewann er bei den Panamerikanischen Spielen 1967 die Bronzemedaille. Zudem konnte er mit dem Team bei den Zentralamerika- und Karibikspielen 1962 die Silber- und 1970 im eigenen Land die Goldmedaille gewinnen.
Bei der einzigen Olympiateilnahme der Basketballauswahl des Landes 1968 war Osorio Kapitän der Mannschaft. Darüber hinaus war er Teil des Teams bei der Weltmeisterschaft 1970.